# 앙리 뒤티외

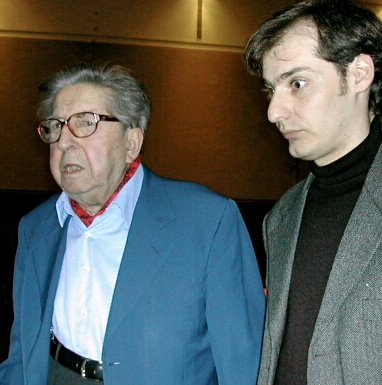

앙리 뒤티외(프랑스어: Henri Dutilleux, 1916년 1월 22일 ~ 2013년 5월 22일)는 20세기 후반에 주로 활동했던 프랑스 작곡가이다.

## 생애
앙리 뒤티외는 1916년 1월 22일에 프랑스의 멘에루아르주 앙제에서 태어났다. 그는 두에 콘서바토리에서 화성, 대위법, 피아노를 공부하였으며, 이후 1933년부터 1938년까지 파리 음악원에서 학업을 이어갔다.
뒤티외는 1938년에 자신의 칸타타 <L'anneau du roi>로 로마 대상을 수상하였지만, 제2차 세계 대전의 발발로 인해 로마에서 연수 기간을 다 채우지 못 했다. 그는 부대에서 1년동안 근무하고 1940년에 파리로 돌아왔다. 파리로 돌아 온 이후 그는 피아니스트, 편곡가, 음악 교사로 일했으며 1942년에는 파리 국립 오페라에서 합창단을 지휘하였다.
1945년부터 1963년까지는 라디오 프랑스에서 음악국장으로 일하였으며, 1961년부터 1970년까지 파리 에콜 노르말 드 음악원(École Normale de Musique de Paris)에서, 1970년에는 파리 음악원의 작곡과 객원 교수로 임명되어 후학 양성에도 힘썼다.
2013년 5월 22일에 뒤티외는 97세의 일기로 세상을 떠났다.

## 작품 및 음악적 성향
뒤티외는 작곡을 신성에 준하는 영역으로 간주하였으며, 자신의 작품들을 끊임없이 개정하였고 작곡가 자신이 엄선한 소수의 작품들만 출판하였다. 1948년에 피아노 소나타를 출판한 이후, 뒤티외는 주로 대규모 편성의 관현악곡을 많이 작곡하였다. 관현악곡에는 교향곡 1번과 2번, «메타볼»(Mètaboles), «별이 빛나는 밤»(Timbres, espace, mouvement) 등, 독주 악기와 오케스트라를 위한 곡에는 «첼로와 오케스트라를 위한 "아득한 전 세계..."»(Tout un monde lointain...), 바이올린 협주곡 2곡 - «꿈 나무»(L'arbre des songes), «하나의 화음에»(Sur le même accord)이 있고, 그 외에도 현악 사중주 «밤으로»(Ainsi la nuit), 성악과 오케스트라를 위한 «교신»(Correspondances), «시간과 시계»(Le temps l'horloge) 등이 있다.
뒤티외는 클로드 드뷔시, 모리스 라벨, 알베르 루셀과 같은 프랑스 작곡가의 계통을 이어갔으며, 이고르 스트라빈스키와 벨러 버르토크의 영향도 받았다. 그리고 자신이 좋아하는 작품으로 베토벤의 후기 현악사중주와 드뷔시의 펠리아스와 멜리장드를 언급한 바 있다. 뒤티외는 동시대에 활동했던 작곡가들인 앙드레 졸리베, 다리우스 미요, 프랑시스 풀랑크와 종종 교류를 나누었지만, 그는 자신을 어떠한 학파와도 연관지으려 하지 않았다. 뒤티외는 전 시대 작곡가들의 전통과 2차 세계 대전 후의 나타난 다양한 음악 사조를 조화시켜 자신만의 음악 어법을 형성하였다. 또한 뒤티외의 작품 가운데 미술과 문학의 영향을 발견할 수 있는데. 빈센트 반 고흐, 샤를 보들레르의 작품으로부터 영감을 받아 관현악곡 «별이 빛나는 밤»(Timbres, espace, mouvement), «첼로와 오케스트라를 위한 "아득한 전 세계..."»(Tout un monde lointain...)를 각각 작곡하였다.

### 주요 작품들

#### 관현악곡
- 교향곡 1번(1951)
- 발레 ‘늑대’(1953)
- 교향곡 2번(1959)
- 메타볼(Métaboles)(1959)
- 음색, 우주, 운동(1978)
- 현재의 신비(1989)

#### 협주곡
- 첼로 협주곡 ‘아득한 전 세계…’(1970)
- 바이올린 협주곡 ‘꿈의 나무’(1985)
- 바이올린과 관현악을 위한 야상곡 '하나의 화음으로' (2002)

#### 실내악
- 플루트 소나티나(1943)
- 오보에 소나타(1947)
- 바순과 피아노를 위한 '코랄, 리듬과 푸가토'(1950)
- 현악 4중주 ‘밤에’(1976)
- 오보에, 하프시코드, 더블베이스, 타악기를 위한 '인용'(1985, 91, 2010)

#### 피아노
- 파도를 따라(1946)
- 양우리(1947)
- 피아노 소나타(1947~8)
- 검은새(1950)
- 울림(1965)
- 세 개의 전주곡(1973~88)

#### 가곡
- 카수에 의한 2개의 소네트(1954)
- 서한(2003)
- 시간과 시계(2007~9)
- 황금 배(1937)
- 4개의 멜로디(1943)

#### 합창
- 왕의 반지(1938)